# NGC 3647
NGC 3647 ist eine elliptische Galaxie vom Hubble-Typ E im Sternbild Löwe auf der Ekliptik. Sie ist schätzungsweise 652 Millionen Lichtjahre von der Milchstraße entfernt.
Das Objekt wurde am 22. März 1865 von Heinrich d’Arrest entdeckt. Es scheint jedoch erhebliche Verwirrung darüber zu herrschen, welche der fünf Galaxien Heinrich d’Arrest beobachtet hat.